# Villa Sola Busca
La Villa Sola Busca (nota anche come Villa Sola Cabiati, Villa Serbelloni Sola Cabiati o Villa "La Quiete") è una storica residenza di Tremezzo, nel territorio comunale di Tremezzina, sul lago di Como, in Italia.

## Storia
La villa venne eretta ai primi del Settecento per volontà della duchessa del Carretto. Questa la vendette successivamente alla famiglia Brentano e più precisamente al ramo cadetto dei Grianta, originari di Griante, i quali possedevano vasti appezzamenti di terreno nella zona di Tremezzo, noto luogo di villeggiatura della nobiltà milanese. Come si può evincere dal testamento del Conte Giuseppe Brentano Grianta, conservato presso l'archivio dell'Ospedale Maggiore di Milano, al tempo la villa era nota come "Casa Grianta".
La residenza venne quindi acquistata dal duca Gabrio Serbelloni. In questo periodo, a partire dal 1754, la villa ospitò per nove anni anche Giuseppe Parini, assunto come precettore dei figli del duca. Gian Galeazzo Serbelloni, figlio di Gabrio, commissionò all'inizio del XIX secolo una ristrutturazione del complesso operandone la definitiva trasformazione neoclassica, donando alla villa il maestoso ma sobrio aspetto attuale. La dimora continuò a servire come residenza estiva e luogo di riposo, fatto che le valse il nome di "La Quiete".
In seguito alle nozze tra Luisa Serbelloni e il marchese Lodovico Busca, l'intera proprietà passò prima alla famiglia del marchese e quindi ai conti Sola Cabiati, imparentati coi Busca tramite il matrimonio fra Andrea Sola e Antonietta Busca nel 1871. Una delle proprietarie della villa - Eleonora Sola Cambiato - fu sindaco di Tremezzo, dal 1956 al 1970. Gli eredi dei Sola Cabiati mantegono tutt'oggi la proprietà della villa.

## Descrizione
La villa, che sorge sul lungolago di Tremezzo, è circondata da un ampio giardino all'italiana. Dal lago, l'accesso alla villa avviene attraverso un elegante imbarcadero (progettato nel 1813 da Francesco Bernardino Ferrari), seguito da una raffinata cancellata in ferro battuto sorretta da pilastri raffiguranti soggetti di carattere mitologico e da grandi vasi in pietra scolpita.
Internamente la villa conserva numerose opere pittoriche, tra cui due dipinti di Francesco Hayez.